# José Pereira Simões

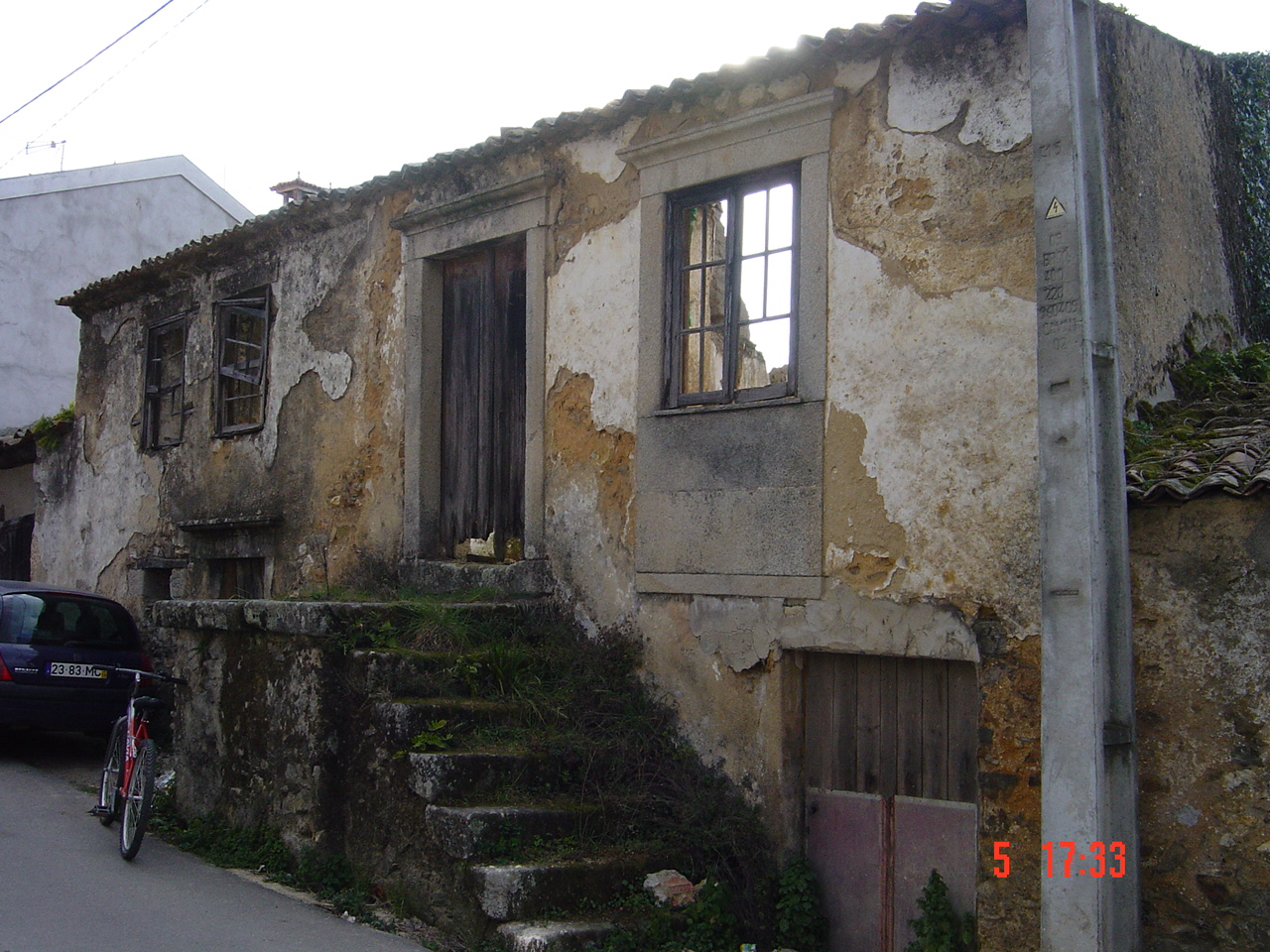
Uma das casas do Capitão-Mor do Vouga, José Pereira Simões, localizada no caminho de acesso a Carreiro dos Vidais e Quinta do Laranjal

José Pereira Simões foi o último Capitão-Mor do concelho do Vouga. Ocupou o cargo durante cerca de 35 anos, até extinção do concelho em 1853, quando foi integrado ao então recém criado (1834) concelho de Águeda.
Foi promovido a capitão mor de Ordenanças do Vouga, por Decreto de 12 de Outubro de 1806.
Era de Secarias, Arganil e  bacharel em Cânones, pela Universidade de Coimbra.
Foi um dos maiores industriais de "Ferraria" da região do centro de Portugal. Fazia principalmente tachas (pregos), pesos, pingentes (puxadores) e armamento.
Em 1800 havia cerca de 2000 operários fabris em Portugal e este industrial era proprietário de imensas tendas (cerca de vinte) de fabrico artesanal, empregando cerca de 100 operários, o que correspondia a 5% da população fabril nacional.
As "Ferrarias do Vouga" deram origem à indústria de ferragens de Águeda.
Foi o interveniente - muitas vezes esquecido - mais importante da batalha de Serém, Concelho do Vouga - região pantanosa do rio Vouga e do rio Marnel, actualmente pertencente ao Concelho de Águeda - em que o Capitão-Mor do Vouga, José Pereira Simões, travou o avanço para o Sul do Marechal Soult - batedores da cavalaria de Franceschi e da infantaria de Mermet - até à chegada do Coronel Nicholas Trant e do Batalhão Académico e, posteriormente, do General Arthur Wellesley - futuro "Duque de Wellington"- com reforços. Como consequência, as hostes do Marechal Soult não conseguiram atravessar o rio Vouga, perderam a batalha de Serém e foram obrigados a retirar-se para o Norte, tendo-se acantonado na cidade do Porto.
O Marechal Soult, nas suas memórias póstumas, fala na imensa resistência oferecida pelos guerrilheiros do Vouga, ao seu desidério de ocupar a cidade de Coimbra.
O Monteiro-mor do Vouga, - à altura - era o Dr.José Agostinho de Figueiredo Pacheco Teles. proprietário da Quinta da Aguieira em Valongo do Vouga e pai do (futuro) Visconde de Aguieira, Joaquim Álvaro Teles de Figueiredo.